# Ansigtet i Floden
Ansigtet i Floden er en stumfilm fra 1918 instrueret af Hjalmar Davidsen efter manuskript af Marius Wulff og Djalmar Christofersen.